# 土曜LIVE ワッツ!?ニッポン
『土曜LIVE ワッツ!?ニッポン』（どようライブ ワッツ ニッポン、英字表記:SATURDAY LIVE WHAT'S!? NIPPON）は、2002年4月6日から2006年9月30日までフジテレビで毎週土曜日の昼前に放送されていた報道・情報番組である。

## 概要
当初この番組は『ワッツ!?ニッポン』のタイトルで、コンプレックス枠『土曜LIVE』の第1部としてスタートした（『ワッツ!?ニッポン』と『ベスト百貨』の二部構成）。2002年9月の『ベスト百貨』の終了で『土曜LIVE ワッツ!?ニッポン』として独立番組となる。タイトルの『土曜LIVE』はこの名残りである。
2005年秋には『F2スマイル』、『情報ライブ EZ!TV』と共に番組打ち切りが報じられていたが、結局、前出2番組とは異なり番組続行となった。

## 出演者

### 総合司会
編集長
- 大塚範一（2002.4 - 2006.9） - 『情報プロジェクトS』より続投。

副編集長
- 望月理恵（2002.4 - 2003.9）
- 政井マヤ（2003.10 - 2006.9）

### コメンテーター
- 猪瀬直樹
- テリー伊藤（大塚が夏休みなどの場合は代理司会）

※ただし番組末期において、テリーは多忙なスケジュールの都合で番組出演しない回が非常に多くなり、猪瀬に加えてゲスト2人によるコメンテーター3人体制を取っていた。

### レポーター
- 野島卓
- 渡辺和洋
- 森下知哉
- 藤村さおり
- 小泉陽一
- 森本さやか

### ナレーション
- 古川登志夫
- 鈴木渢

他

## 主な内容
- THE VOICE（『とくダネ!』の「とくダネ!TIMES」のようなもの）
- ワッツ!?UPリポート
- オヤジに聞きたい!
- 映画はええがな!（このコーナーのみ綾戸智絵が出演）

## 放送時間
※すべてJST
- 10:00 - 11:30（2002年4月 - 9月）
- 10:00 - 11:45（2002年10月 - 2005年3月）
- 9:55 - 11:40（2005年4月 - 2006年9月）

### ネット局
- フジテレビ（制作局）
- 北海道文化放送
- 岩手めんこいテレビ
- 仙台放送
- さくらんぼテレビ
- 福島テレビ
- 長野放送
- テレビ新広島[3]
- テレビ西日本[4]
- テレビ長崎
- テレビ熊本

## ロゴ
- 初代：2002.04 - 2006.03（「土曜LIVE」は「SATURDAY LIVE」の英字表記。）
- 2代目：2006.04 - 2006.09（「土曜LIVE」の表記がない。「ワッツ!?」「ニッポン」の間に「WHAT'S!? NIPPON」の英字表記。）